# خفاش میوه‌خوار
خفاش‌های میوه‌خوار خانواده‌ای از خفاش‌ها را تشکیل می‌دهند که بال‌پایان (Pteropodidae) هم نامیده می‌شود. روباه پرنده از نام‌هایی است که در نام برخی گونه‌های خفاش‌های میوه‌خوار استفاده دارد.
این خانواده در حدود ۲۰۰ گونه دارد که در نزدیک به ۴۵ سرده دسته‌بندی شده‌اند.
بیشتر گونه‌های خفاش‌های میوه‌خوار از دیگر انواع خفاش‌ها بزرگ‌جثه‌ترند به این خاطر به آن‌ها «بزرگ‌خفاش» هم گفته می‌شود. پهنای بدن خفاش‌های میوه‌خوار از نوک بال تا نوک بال دیگر بین ۲۴ تا ۲۴۰ سانتی‌متر است و وزن آن‌ها در بزرگ‌ترین گونه‌ها نظیر کالونگ به یک کیلوگرم می‌رسد.
سر این خفاش‌ها حالتی مانند سر سگ دارد. این خفاش‌ها میوه‌خوار و شهدخوار هستند.

## پیوندهای وابسته
- ویروس ابولا (ویروسی که خفاش‌های میوه‌خوار می‌توانند ناقل آن باشند)
- ویروس ماربورگ (ویروسی که خفاش‌های میوه‌خوار می‌توانند ناقل آن باشند).